# Пфалц-Хилполтщайн
Пфалц-Хилполтщайн (на немски: Pfalz-Hilpoltstein; Pfalz-Sulzbach-Hilpoltstein) е от 1614 до 1644 г. херцогство в Свещената Римска империя на Вителсбахската странична линия Пфалц-Нойбург.
Столица е град Хилполтщайн. През 1614 г. Йохан Фридрих (1587–1644) става пфалцграф и херцог на Пфалц-Хилполтщайн. След неговата смърт през 1644 г. територията отива към херцогство Пфалц-Зулцбах.